# Judith (William Schuman)
Judith, choreographic poem for orchestra is een compositie van William Schuman.
Schuman schreef het werk indirect voor het Louisville Orchestra van dirigent Robert Whitney, een orkest dat op de rand van de afgrond balanceerde. De vereniging (Louisville Symphony Society) rond dat orkest had een ballet besteld bij Martha Graham, die op haar beurt Schuman inschakelde. De toevoeging choreographic poem geeft aan dat tijdens de uitvoering een danseres voor het symfonieorkest haar kunsten vertoont, het orkest treedt alleen op als begeleiding in wat ook wel een dansconcert wordt genoemd. De première vond plaats op 4 januari 1950 met als solist Martha Graham in de rol van Judith. Schuman had eerder voor Martha Graham muziek geschreven in zijn werk Night journey (1947).
Judith begint in het langzame tempo Adagio met syncopen, accenten en polyritmiek en geeft de moeizame weg weer van Judith naar het Assyrische legerkamp. Een tranquillo-passage (het verblijf van Judith in het kamp) slaat over een snel stuk, de feestelijkheden rond Holofernes. Daarna komt de moord en dood. Het slot is dan ook in het langzame tempo andante, waarbij Judith met het hoofd van Holofernes wegloopt uit het kamp. Het werk sluit af met een coda.
Het werk kwam in een tijd dat Martha Grahams leven overhoop lag. Ze was herstellende van een knieblessure en haar danspartner en echtgenoot Erick Hawkins had echtscheiding aangevraagd. Het verhaal ging dat Martha Graham tijdens het werk in wezen haar gewezen echtgenote onthoofdde. Erick Hawkins gaf later toe dat hij het ondanks alle ellende een geweldig werk vond. De uitvoeringen kregen goede recensies. Het verhaal dat Judith het Louisville Orchestra van de ondergang heeft gered, werden later weersproken.
Er is een aantal opnamen van het werk beschikbaar, maar het zijn veelal heruitgaven van de uitvoering van Gerard Schwarz met de Seattle Symphony. Andere opnamen zijn al van ouder datum. Whitney met het Louisville Orchestra namen het op in 1959; David Effron nam het op met Eastman Philharmonia in oktober 1983.
Orkestratie:
- 2 dwarsfluiten, 2 hobo’s, 2 klarinetten, 2 fagotten
- 4 hoorns, 2 trompetten, 3 trombones, 1 tuba
- pauken, 2 man/vrouw percussie, piano
- violen, altviolen, celli, contrabassen